# Hylaeus punctatus
Hylaeus punctatus är en biart som först beskrevs av Gaspard Auguste Brullé 1832. Den ingår i släktet citronbin och familjen korttungebin. Inga underarter finns listade i Catalogue of Life. Biet är en ursprungligen europeisk art som i sen tid införts till Amerika.

## Beskrivning
Arten har svart grundfärg. Båda könen har gulvita tecken i ansiktet, men hos honan utgörs de bara av en gul strimma längs den inre, nedre delen av varje öga. Hos hanen utgör markeringarna en mask, som omfattar allting från enbart clypeus till hela nedre delen av ansiktet, nätt och jämnt upp till antennerna.

## Utbredning
Hylaeus punctatus var ursprungligen en Medelhavsart, men den har börjat röra sig norrut, mot Luxemburg, Belgien och norra Tyskland. Den förekommer även i Central- och Östeuropa. 1981 infördes den till USA i Kalifornien, och kort därefter även i Chile. Den har senare spritt sig, i USA österut och norrut, och i Sydamerika till Argentina. Till Kanada kom den i början av 2000-talet.

## Ekologi
Arten är polylektisk, den flyger till blommande växter från många olika familjer, som flockblommiga växter (fänkål), oleanderväxter (Apocynum cannabinum), korgblommiga växter (binkasläktet och gullrissläktet), korsblommiga växter (strandkrassing) kransblommiga växter (daggsalvia) samt pockenholtsväxter (Tetraena geslinii). Flygtiden varar från juni till augusti.
Habitatet utgörs av skogsbryn, ruderatmark, samt byar och städer.
Arten är klassificerad av IUCN som livskraftig ("LC"), och några hot är inte kända.